# 오시오 헤이하치로의 난
오시오 헤이하치로의 난(大塩平八郎の乱)은 에도 시대 말기인 덴포 8년(서력 1837년)에 셋쓰국 오사카 정(현재의 오사카시)에서 오사카 정봉행소의 요리키를 지냈던 양명학자 오시오 헤이하치로와 그 제자들이 일으킨 반란이다. 오시오의 난(大塩の乱)이라고도 한다. 시마바라의 난 이후 200년 만에 하타모토가 출병한 전투기도 했다.

## 배경
난이 발생하기 1년 전인 덴포 7년(서력 1836년)부터 시작된 덴포 대기근으로 인해 각지에서 백성일규(일본식 민란)가 다발하고 있었다.
오사카에서도 쌀 부족이 일어났다. 오사카 동정봉행소의 요리키로 일하다가 은퇴하여 양자 가쿠노스케에게 가독을 물려주고 은거하고 있던 양명학자 오시오 헤이하치로는 봉행소에 민중을 구제할 것을 제안했지만 거부당했다. 오시오는 자신의 장서 5만 권을 모두 매각해 6백여 냥을 충당하여 사비로 백성들을 구제하고 다녔다. 하지만 봉행소에서는 이것을 오시오가 이름을 팔고자 하는 매명행위(売名行為)로 간주했다.
그런 상황임에도 불구하고 오사카 동정봉행 아토베 요시스케는 막부의 환심을 사기 위해 오사카 백성들의 처지는 아랑곳하지 않고 호상 기타카제가에게서 구입한 쌀을 신임 정이대장군 도쿠가와 이에요시의 취임식에 쓰라고 에도로 올려보냈다.
이런 정세 하에서 호상들은 이익을 도모하여 쌀을 더 심하게 사재기했다. 분노가 폭발한 오시오는 가재도구를 판매하여 비밀리에 대포 및 포락옥 등 무기를 갖추었다. 그리고 문하생들과 근방 농민들에게 격문을 돌리는 한편 금 1주(朱)와 교환할 수 있는 시행찰을 오사카 시내와 근교 촌락에 살포하면서 궐기에 참여를 호소했다. 그리고 오사카 정봉행소의 부정부패를 호소하는 서한을 써서 에도의 막각에 보냈다. 최종적으로 오시오는 신임 서정봉행 호리 도시카타가 동정봉행 아토베 요시스케에게 인사를 오기로 된 음력 2월 19일을 궐기일로 결심, 이날 두 봉행을 폭살할 계획을 세웠다.

## 궐기
그런데 궐기 직전에 이탈자들이 나와서 계획이 봉행소에 누설되어 버렸다. 아토베를 폭살할 계획은 좌절되었고, 준비가 다 갖추어지지 않은 상태로 2월 19일(양력 3월 25일) 아침, 자기 집에 불을 지르고 궐기했다.
덴마 교(현 오사카시 북구)의 오시오 자택을 떠난 일당은 나니와 교를 건너 기타 선착장에서 고노이케야(鴻池屋) 등의 호상들을 습격했다. 이후 근방 농민들과 오사카 시민들이 합류하여 총 300명 정도의 세력이 모였다. 그들은 구민(救民)의 기치를 내걸고 선착장의 호상들의 집에 대포와 불화살을 날렸지만 대형 화재만 일으켰을 뿐 봉행소의 병사들에게 반나절 만에 진압되었다. 이 때 오시오 일당에 의한 화재는 『속세의 모양』(浮世の有様) 등 사료에 따르면 오사카 시내의 5분의 1이 소실되고 270명 이상이 불에 타 죽은 대형 사고였다고 기록되어 있다.
오시오는 양자 가쿠노스케와 함께 약 40여일 간 오사카 근교의 곳곳에 숨어 다녔다. 앞서 에도에 보낸 건의서가 막부에 받아들여지기를 기대한 것이다. 하지만 건의서는 하코네 관에서 압수되어 버린다. 오시오의 건의서가 하코네 관문에서 압수당한 것은 아이러니하게도 당시 사회의 부패가 비각에까지 미치고 있었던 것이 배경이었다. 오시오의 고발장을 에도로 운반하던 비각은 그 안에 금품이 들어 있다고 생각하여 하코네의 산중에서 편지를 뜯어 보았지만 금품이 없자 길바닥에 던져 버리고 말았다. 그것을 누가 주워서 니라야마 대관소의 에가와 히데타쓰에게 전했고, 내용의 심각성을 깨달은 에가와가 하코네 관문에 통보한 것이 사건의 전말이었다. 그해 3월에는 막부에서 조정에 오시오의 추적 상황에 관한 보고서를 올려보냈는데 마찬가지로 하코네에서 동일한 피해를 입게되자 관백 다카쓰카사 마사미치가 무가전주 도쿠다이지 사네카타를 통해 교토 소사대에 항의를 했다는 기록이 다른 무가전주 히노 시아이의 일기에 기록되어 있다.
아무튼 실의에 빠져 오사카로 돌아온 오시오는 시센바 선착장 우쓰보(오늘날의 오사카 시 서구 1-3정목 일대)의 상인 집안 미요시야(美吉屋)의 뒤뜰에 숨어 지내다가 한 달 여 뒤 미요시야 가의 하녀에게 발각되었다. 하녀는 오사카 조다이 도이 도시쓰라에게 밀고했고, 은신처가 발각된 오시오는 포졸들에게 포위된 가운데 양자와 함께 화약으로 자폭 자살했다. 시신은 신원을 알아볼 수 없을 정도로 망가져 있었다고 한다.

## 사후
오시오의 거병은 반나절만에 진압되어 실패로 끝났지만, 막부의 역인이었던 오시오가 오사카라는 중요 직할지에서 반란을 일으킨 것은 막부와 제번의 요인들에게, 그리고 막부 정치에 불만을 품고 있던 민중들에게 큰 충격을 주었다.
오시오가 발한 격문은 막부에 반감을 가진 서민들의 손에서 손으로 단속을 피해 필사되어 전국에 전해졌고, 에치고국의 국학자 이쿠타 요로즈가 오시오와 비슷한 명분으로 봉기하는 등 여파를 남겼다.
이쿠타 요로즈의 난을 비롯한 유사 민란들이 일어났고, 그 주모자들은 스스로를 “오시오의 문하생”이라고 지칭했다. 또 오시오가 죽지 않고 해외로 도피했다는 소문도 무성했다. 신변 위협을 염려한 오사카 정봉행이 시내 순찰을 중지했고, 같은 해 미국 상선이 일본 연안에 내습하는 모리슨 호 사건이 벌어지면서 오시오와 이양선이 에도를 습격한다는 소문까지 나왔다. 게다가 오시오 일당의 시체에 책형을 실시하지 않은 것이 소문에 더욱 박차를 가했다. 막부로서는 오시오가 본래 무사였고, 또 자폭해서 시신의 상태가 너덜너덜했기에 굳이 십자가에 매달 필요가 없었다고 생각해서 그랬던 것 같지만, 그 때문에 불필요하게 생존설이 확대되었다. 1년 후 막부는 어쩔 수 없이 책형을 실시했지만 시신 보존 처리 기술도 없던 당시에 소금에 절여진 다 썩은 시체가 오시오 본인의 시체인지 진위 판단이 불가능하여 괜히 생존설을 더 부채질하게 되었다.
한편, 오사카는 교토와 가까웠기에 음력 2월 25일 교토 소사대 마쓰다이라 노부요리가 고카쿠 천황 및 닌코 천황에게 사건 보고서를 올렸다. 이후 오시오가 사망할 때까지 막부에서 조정으로 보고가 자주 올라갔다. 한편 조정에서는 풍년을 기도하는 제사를 지내면서 막부가 그 비용을 염출하도록 명했다. 존호일건 등의 사건에서 대정위임론을 내세우며 조정에 대해 강경한 자세를 보이던 막부가 조정의 명령을 그대로 인정한 것은 막부의 권위가 떨어지고 조정의 권위가 상승하기 시작한 조짐이라고 볼 수 있다.